# MediaTek
MediaTek è un'azienda taiwanese produttrice di semiconduttori fabless (cioè senza avere una fabbrica), che progetta e vende componenti per smartphone, tablet, per le comunicazioni wireless (navigatori), per le archiviazioni di memoria (lettori DVD e Blu-ray), GPS, tv ad alta definizione, e fornisce soluzioni system-on-chip (SoC). È quotata alla Borsa di Taiwan, ha 25 sedi sparse per il mondo ed è una delle 25 più grosse aziende fornitrici di semiconduttori per vendite di volumi globali.
È membro dell'Istituto europeo per le norme di telecomunicazione (ETSI).

## Storia e generalità
La società era in origine una unità della United Microelectronics Corporation (UMC) col compito di progettare chipset per prodotti di Home Entertainment. Il 28 maggio 1997 l'unità fu resa autonoma ed incorporata. MediaTek Inc. venne inserita nel Borsa di Taiwan (TSEC) con il codice "2554" il 23 luglio 2001.
La compagnia iniziò disegnando chipset per lettori ottici e seguentemente si espanse nelle soluzioni chip per lettori DVD, TV digitali, telefoni mobili, smartphone e tablet. Mediatek ha una forte storia di guadagnare quote di mercato in un settore e mettere in difficoltà i competitors esistenti.
La compagnia inaugurò la divisione per progettare soluzioni per il mercato mobile nel 2004. Sette anni dopo si trovò a ricevere ordinativi per oltre 500 milioni unità di SoC per anno, includendo feature phone e smartphone. MediaTek deve il suo successo nel fornire, accanto ai prodotti, anche servizi di ingegneria di sistema e prodotto, permettendo a molte compagnie minori di entrare nel mercato mobile con un prodotto finito, andando in diretta competizione con i grandi marchi delle telecomunicazioni. Il ramo della telefonia di MediaTek è il principale settore responsabile della crescita della società.
Al novembre 2014, erano presenti oltre 1500 modelli di prodotti mobili MediaTek ed oltre 700 milioni di unità consegnate al mercato, segnando un fatturato di 5,3 miliardi di dollari nella prima metà del 2014, raddoppiando di fatto quasi l'intero fatturato del 2013.

## Lista dei prodotti

### Processori per smartphone

#### 2009–12
| Modello | Set istruzioni    | fab   | CPU               | cache CPU | GPU                            | Tecnologia memoria | Tecnologia wireless                   | Rilascio |
| ------- | ----------------- | ----- | ----------------- | --------- | ------------------------------ | ------------------ | ------------------------------------- | -------- |
| MT6235  | ARM9 (ARMv5)      |       | Fino a 208 MHz    |           | No GPU                         |                    | Feature phone SoC                     |          |
| MT6516  | ARM9 (ARMv5)      |       | 416 MHz           |           | No GPU                         |                    | Non compatibile 3G                    | 2009     |
| MT6513  | ARM11 (ARMv6)     | 65 nm | 650 MHz           |           | PowerVR SGX531 @ 281 MHz       |                    | Non compatibile 3G (MT6573 senza 3G)  |          |
| MT6573  | ARM11 (ARMv6)     | 65 nm | 650 MHz           |           | PowerVR SGX531 @ 281 MHz       |                    | 3G, HSPA                              | 2010     |
| MT6575M | Cortex-A9 (ARMv7) | 65 nm | 1.0 GHz           | 256 KB L2 | PowerVR SGX531 @ 281 MHz       |                    | 3G, HSPA                              | 2012     |
| MT6515  | Cortex-A9 (ARMv7) | 40 nm | 1.0 GHz           |           | PowerVR SGX531 Ultra @ 522 MHz |                    | Non compatibile 3G (MT6575 senza 3G)  | 2012     |
| MT6517  | Cortex-A9 (ARMv7) | 40 nm | 1.0 GHz dual-core |           | PowerVR SGX531 Ultra @ 522 MHz |                    | Non compatibile 3G (MT6577 senza 3G)  | 2012     |
| MT6517T | Cortex-A9 (ARMv7) | 40 nm | 1.2 GHz dual-core |           | PowerVR SGX531 Ultra @ 525 MHz |                    | Non compatibile 3G (MT6577T senza 3G) |          |
| MT6575  | Cortex-A9 (ARMv7) | 40 nm | 1.0 GHz           | 512 KB L2 | PowerVR SGX531 Ultra @ 522 MHz |                    | 3G, HSPA                              | 2011     |
| MT6577  | Cortex-A9 (ARMv7) | 40 nm | 1.0 GHz dual-core |           | PowerVR SGX531 Ultra @ 522 MHz |                    | 3G, HSPA, HSPA+                       | 2012     |
| MT6577T | Cortex-A9 (ARMv7) | 40 nm | 1.2 GHz dual-core |           | PowerVR SGX531 Ultra @ 522 MHz |                    | 3G, HSPA, HSPA+                       |          |

#### 2013 ed oltre (ARMv7)

##### Dual-core
| Modello | Set istruzioni CPU | fab   | CPU                             | cache CPU           | GPU                    | Tecnologia memoria | Tecnologia wireless                                                             | Rilascio    |
| ------- | ------------------ | ----- | ------------------------------- | ------------------- | ---------------------- | ------------------ | ------------------------------------------------------------------------------- | ----------- |
| MT6572M | ARMv7              | 28 nm | 1.0 GHz dual-core ARM Cortex-A7 | 32 KB L1, 256 KB L2 | Mali-400 MP1 @ 400 MHz |                    | GSM/EDGE (2G), Multi-mode Rel. 8 HSPA+/TD-SCDMA (3G), Wi-Fi, FM, Bluetooth, GPS | 2014        |
| MT6572  | ARMv7              | 28 nm | 1.4 GHz dual-core ARM Cortex-A7 | 32 KB L1, 256 KB L2 | Mali-400 MP1 @ 500 MHz | LPDDR2 266 MHz     | Multi-mode Rel. 8 HSPA+/TD-SCDMA, Wi-Fi, FM, Bluetooth, GPS                     | Giugno 2013 |
| MT6571  | ARMv7              | 28 nm | 1.3 GHz dual-core ARM Cortex-A7 |                     | Mali-400 MP1           |                    | GSM/EDGE (2G), Wi-Fi, FM, Bluetooth, GPS                                        | Q3 2014     |

##### Quad-core
| Modello | Set istruzioni CPU | fab       | CPU                                    | cache CPU           | GPU                        | Tecnologia memoria                                     | Tecnologia wireless                          | Rilascio    |
| ------- | ------------------ | --------- | -------------------------------------- | ------------------- | -------------------------- | ------------------------------------------------------ | -------------------------------------------- | ----------- |
| MT6580  | ARMv7              | 28 nm     | Fino a 1.3 GHz Quad-core ARM Cortex-A7 | 32 KB L1, 512 KB L2 | Mali-400 MP1 @ 500 MHz     | 32-bit singolo-canale 533 MHz LPDDR2/LPDDR3 (4.3 GB/s) | R8 HSPA+/TD-SCDMA, Wi-Fi, FM, Bluetooth, GPS | 2015        |
| MT6582M | ARMv7              | 28 nm     | Fino a 1.3 GHz Quad-core ARM Cortex-A7 | 32 KB L1, 512 KB L2 | Mali-400 MP2 @ 400 MHz     | 32-bit singolo-canale 533 MHz LPDDR2/LPDDR3 (4.3 GB/s) | R8 HSPA+/TD-SCDMA, Wi-Fi, FM, Bluetooth, GPS | Q1 2014     |
| MT6582  | ARMv7              | 28 nm     | Fino a 1.3 GHz Quad-core ARM Cortex-A7 | 32 KB L1, 512 KB L2 | Mali-400 MP2 @ 500 MHz     | 32-bit singolo-canale 533 MHz LPDDR2/LPDDR3 (4.3 GB/s) | R8 HSPA+/TD-SCDMA, Wi-Fi, FM, Bluetooth, GPS | Q3 2013     |
| MT6589M | ARMv7              | 28 nm     | Fino a 1.2 GHz Quad-core ARM Cortex-A7 | 32 KB L1, 1 MB L2   | PowerVR SGX544MP @ 156 MHz | LPDDR2/LPDDR3                                          | 3G, HSPA+, TD-SCDMA                          | Luglio 2013 |
| MT6589  | ARMv7              | 28 nm     | Fino a 1.2 GHz Quad-core ARM Cortex-A7 | 32 KB L1, 1 MB L2   | PowerVR SGX544MP @ 286 MHz | 32-bit singolo-canale 533 MHz LPDDR2 (4.3 GB/s)        | 3G, HSPA+, TD-SCDMA                          | Marzo 2013  |
| MT6589T | ARMv7              | 28 nm     | Fino a 1.5 GHz Quad-core ARM Cortex-A7 | 32 KB L1, 1 MB L2   | PowerVR SGX544MP @ 357 MHz | LPDDR1/LPDDR2                                          | 3G, HSPA+, TD-SCDMA                          | Luglio 2013 |
| MT6588  | ARMv7              | 28 nm HPM | Fino a 1.7 GHz Quad-core ARM Cortex-A7 | 32 KB L1, 1 MB L2   | Mali-450 MP4 @ 600 MHz     | LPDDR2 533 MHz, LPDDR3 666 MHz                         | R8 HSPA+/TD-SCDMA, Wi-Fi, FM, Bluetooth, GPS | Q4 2013     |

##### Hexa-core, octa-core e deca-core
| Modello      | Set istruzioni CPU | fab       | CPU                                                                                                | cache CPU         | GPU                                 | Tecnologia memoria                                                         | Tecnologia wireless                                            | Rilascio |
| ------------ | ------------------ | --------- | -------------------------------------------------------------------------------------------------- | ----------------- | ----------------------------------- | -------------------------------------------------------------------------- | -------------------------------------------------------------- | -------- |
| MT6591       | ARMv7              | 28 nm HPM | 1.5 GHz hexa-core ARM Cortex-A7                                                                    |                   | Mali-450 MP4 @ 600 MHz              | 32-bit singolo-canale LPDDR2, LPDDR3                                       | GSM, GPRS, UMTS, HSPA+, HSUPA, TD-SCDMA                        | Q1 2014  |
| MT6592M      | ARMv7              | 28 nm HPM | 1.4 GHz octa-core ARM Cortex-A7                                                                    | 32 KB L1, 1 MB L2 | Mali-450 MP4 @ 600 MHz              | 32-bit singolo-canale LPDDR2 533 MHz (4.3 GB/s), LPDDR3 666 MHz (5.3 GB/s) | R8 HSPA+/TD-SCDMA, Wi-Fi, FM, Bluetooth, GPS                   | 2014     |
| MT6592       | ARMv7              | 28 nm HPM | 1.7–2 GHz octa-core ARM Cortex-A7                                                                  | 32 KB L1, 1 MB L2 | Mali-450 MP4 @ 700 MHz              | 32-bit singolo-canale LPDDR2 533 MHz (4.3 GB/s), LPDDR3 666 MHz (5.3 GB/s) | R8 HSPA+/TD-SCDMA, Wi-Fi, FM, Bluetooth, GPS                   | Q4 2013  |
| MT6595M      | ARMv7              | 28 nm HPM | 2.0 GHz quad-core ARM Cortex-A17 and 1.5 GHz quad-core ARM Cortex-A7 (ARM big.LITTLE with GTS)     | 32 KB L1, 2 MB L2 | PowerVR 6200 (2 clusters) @ 450 MHz | 32-bit dual-channel 933 MHz LPDDR3 (14.9 GB/sec)                           | WCDMA, TD-SCDMA, GSM, FDD/TDD-LTE, CMCC 3G, CMCC 4G and TD-LTE | Q1 2014  |
| MT6595       | ARMv7              | 28 nm HPM | 2.1–2.2 GHz quad-core Cortex-A17 and 1.7 GHz quad-core Cortex-A7 (ARM big.LITTLE with GTS)         | 32 KB L1, 2 MB L2 | PowerVR 6200 (2 clusters) @ 600 MHz | 32-bit dual-channel 933 MHz LPDDR3 (14.9 GB/sec)                           | WCDMA, TD-SCDMA, GSM, FDD/TDD-LTE, CMCC 3G, CMCC 4G and TD-LTE | Q1 2014  |
| MT6595 Turbo | ARMv7              | 28 nm HPM | 2.4–2.5 GHz quad-core ARM Cortex-A17 and 1.7 GHz quad-core ARM Cortex-A7 (ARM big.LITTLE with GTS) | 32 KB L1, 2 MB L2 | PowerVR 6200 (2 clusters) @ 600 MHz | 32-bit dual-channel 933 MHz LPDDR3 (14.9 GB/sec)                           | WCDMA, TD-SCDMA, GSM, FDD/TDD-LTE, CMCC 3G, CMCC 4G and TD-LTE | Q1 2014  |

#### ARMv8

##### Quad-core
| Modello           | Set istruzioni CPU | fab           | CPU                                  | GPU                               | Tecnologia memoria                                | Tecnologia wireless                                            | Rilascio |
| ----------------- | ------------------ | ------------- | ------------------------------------ | --------------------------------- | ------------------------------------------------- | -------------------------------------------------------------- | -------- |
| MT6735P / MT6735M | ARMv8-A (64-bit)   | 28 nm (HPM ?) | 1.0 GHz quad-core ARM Cortex-A53     | Mali-T720 MP2 @ 400(P)/500(M) MHz | 32-bit singolo-canale 533 MHz LPDDR3 (6.4 GB/sec) | GSM, UMTS, GPRS, HSPA+, HSUPA, TD-SCDMA, EVDO, LTE Cat 4       | Q2 2015  |
| MT6737            | ARMv8-A (64-bit)   | 28 nm         | 1.1-1.3 GHz quad-core ARM Cortex-A53 | Mali-T720 MP2 @ 550-650 MHz       | 32-bit singolo-canale 640 MHz LPDDR2/3 fino a 3GB | GSM, UMTS, GPRS, HSPA+, HSUPA, TD-SCDMA, EVDO, LTE Cat 4 VoLTE | Q2 2016  |
| MT6735            | ARMv8-A (64-bit)   | 28 nm HPM     | 1.3 GHz quad-core ARM Cortex-A53     | Mali-T720 MP2 @ 600 MHz           | 32-bit singolo-canale 640 MHz LPDDR3 (6.4 GB/sec) | GSM, UMTS, GPRS, HSPA+, HSUPA, TD-SCDMA, EVDO, LTE Cat 4       | Q2 2015  |
| MT6737T           | ARMv8-A (64-bit)   | 28 nm         | 1.5 GHz quad-core ARM Cortex-A53     | Mali-T720 MP2 @ 600 MHz           | 32-bit singolo-canale 733 MHz LPDDR2/3 fino a 3GB | GSM, UMTS, GPRS, HSPA+, HSUPA, TD-SCDMA, EVDO, LTE Cat 4 VoLTE | Q2 2016  |
| MT6732M           | ARMv8-A (64-bit)   | 28 nm HPM     | 1.3 GHz quad-core ARM Cortex-A53     | Mali-T760 MP2 @ 500? MHz          | 32-bit singolo-canale 800 MHz LPDDR3 (6.4 GB/sec) | GSM, UMTS, GPRS, HSPA+, HSUPA, TD-SCDMA, LTE Cat 4             | Q3 2014  |
| MT6738            | ARMv8-A (64-bit)   | 28 nm (HPM ?) | 1.5 GHz quad-core ARM Cortex-A53     | Mali-T860 MP2 @ 350 MHz           | 32-bit singolo-canale 666 MHz LPDDR3 fino a 4GB   | GSM, UMTS, GPRS, HSPA+, HSUPA, TD-SCDMA, EVDO, LTE Cat 4       | 2016     |
| MT6732            | ARMv8-A (64-bit)   | 28 nm HPM     | 1.5 GHz quad-core ARM Cortex-A53     | Mali-T760 MP2 @ 500 MHz           | 32-bit singolo-canale 800 MHz LPDDR3 (6.4 GB/sec) | GSM, UMTS, GPRS, HSPA+, HSUPA, TD-SCDMA, LTE Cat 4             | Q3 2014  |
| MT6738T           | ARMv8-A (64-bit)   | 28 nm (HPM ?) | 1.5 GHz quad-core ARM Cortex-A53     | Mali-T860 MP2 @ 520 MHz           | 32-bit singolo-canale 666 MHz LPDDR3 fino a 4GB   | GSM, UMTS, GPRS, HSPA+, HSUPA, TD-SCDMA, EVDO, LTE Cat 4       | 2016     |

##### Octa-core e Deca-core
| Modello            | Set istruzioni CPU | fab        | CPU | GPU                     | Tecnologia memoria                                 | Tecnologia wireless                                                                                       | Rilascio |
| ------------------ | ------------------ | ---------- | --- | ----------------------- | -------------------------------------------------- | --- | -------- |
| MT6753             | ARMv8-A (64-bit)   | 28 nm      | 1.5 GHz octa-core ARM Cortex-A53                                                                            | Mali-T720 MP3 @ 700 MHz | 32-bit singolo-canale 666 MHz LPDDR3 fino a 3GB    | GSM, UMTS, GPRS, HSPA+, HSUPA, TD-SCDMA, CDMA2000 1x/EVDO Rev. A, Cat 4 FDD and TD-LTE                    | Q3 2015  |
| MT6750             | ARMv8-A (64-bit)   | 28 nm HPM  | 1.0 GHz quad-core ARM Cortex-A53 e 1.5 GHz quad-core ARM Cortex-A53                                         | Mali-T860 MP2 @ 520 MHz | 32-bit singolo-canale 666 MHz LPDDR3 fino a 4GB    | GSM, UMTS, GPRS, HSPA+, HSUPA, TD-SCDMA, CDMA2000 1x/EVDO Rev. A, Cat 6 FDD and TD-LTE w/ 20+20 CA, VoLTE | Q2 2016  |
| MT6750T            | ARMv8-A (64-bit)   | 28 nm HPM  | 1.0 GHz quad-core ARM Cortex-A53 e 1.5 GHz quad-core ARM Cortex-A53                                         | Mali-T860 MP2 @ 650 MHz | 32-bit singolo-canale 833 MHz LPDDR3 fino a 4GB    | GSM, UMTS, GPRS, HSPA+, HSUPA, TD-SCDMA, CDMA2000 1x/EVDO Rev. A, Cat 6 FDD and TD-LTE w/ 20+20 CA, VoLTE | Q2 2016  |
| MT6752M            | ARMv8-A (64-bit)   | 28 nm HPM  | 1.5 GHz octa-core ARM Cortex-A53                                                                            | Mali-T760 MP2 @ 700 MHz | 32-bit singolo-canale 800 MHz LPDDR3 (6.4 GB/sec)  | GSM, UMTS, GPRS, HSPA+, HSUPA, TD-SCDMA, LTE Cat 4                                                        | Q3 2014  |
| MT6752             | ARMv8-A (64-bit)   | 28 nm HPM  | 1.7 GHz octa-core ARM Cortex-A53                                                                            | Mali-T760 MP2 @ 700 MHz | 32-bit singolo-canale 800 MHz LPDDR3 (6.4 GB/sec)  | GSM, UMTS, GPRS, HSPA+, HSUPA, TD-SCDMA, LTE Cat 4                                                        | Q3 2014  |
| Helio P10; MT6755  | ARMv8-A (64-bit)   | 28 nm HPC+ | Fino a 2 GHz octa-core ARM Cortex-A53                                                                       | Mali-T860 MP2 @ 700 MHz | 32-bit singolo-canale 933 MHz LPDDR3 (7.4 GB/sec)  | GSM, UMTS, GPRS, HSPA+, HSUPA, TD-SCDMA, CDMA2000 1x/EVDO Rev. A, Cat 6 FDD and TD-LTE w/ 20+20 CA        | Q4 2015  |
| Helio X10; MT6795  | ARMv8-A (64-bit)   | 28 nm HPM  | Fino a 2.2 GHz octa-core ARM Cortex-A53                                                                     | PowerVR G6200 @ 700 MHz | 32-bit dual-channel 933 MHz LPDDR3 (14.9 GB/sec)   | GSM, UMTS, GPRS, HSPA+, HSUPA, TD-SCDMA, LTE Cat 4                                                        | Q4 2014  |
| Helio P20; MT6757  | ARMv8-A (64-bit)   | 16 nm FFC  | Fino a 2.3 GHz octa-core ARM Cortex-A53                                                                     | Mali-T880 MP2 @ 900 MHz | 32-bit dual-channel 1600 MHz LPDDR4x (25.6 GB/sec) | GSM, UMTS, GPRS, HSPA+, HSUPA, TD-SCDMA, CDMA2000 1x/EVDO Rev. A, Cat 6 FDD and TD-LTE w/ 20+20 CA        | Q3 2016  |
| Helio X20; MT6797  | ARMv8-A (64-bit)   | 20 nm HPM  | Fino a 2.3 GHz Dual-core ARM Cortex-A72, 2 GHz quad-core ARM Cortex-A53, 1.4 GHz quad-core ARM Cortex-A53   | Mali-T880 MP4 @ 780 MHz | 32-bit dual-channel 933 MHz LPDDR3                 | GSM, UMTS, GPRS, HSPA+, HSUPA, TD-SCDMA, CDMA2000 1x/EVDO Rev. A, Cat 6 FDD and TD-LTE w/ 20+20 CA        | Q4 2015  |
| Helio X23; MT6797D | ARMv8-A (64-bit)   | 20 nm HPM  | Up to 2.3 GHz Dual-core ARM Cortex-A72, 1,85 GHz quad-core ARM Cortex-A53, 1.4 GHz quad-core ARM Cortex-A53 | Mali-T880 MP4 @ 780 MHz | 32-bit dual-channel 800 MHz LPDDR3                 | GSM, UMTS, GPRS, HSPA+, HSUPA, TD-SCDMA, CDMA2000 1x/EVDO Rev. A, Cat 6 FDD and TD-LTE w/ 20+20 CA        | Q1 2017  |
| Helio X25; MT6797T | ARMv8-A (64-bit)   | 20 nm HPM  | Fino a 2.5 GHz Dual-core ARM Cortex-A72, 2 GHz quad-core ARM Cortex-A53, 1.4 GHz quad-core ARM Cortex-A53   | Mali-T880 MP4 @ 850 MHz | 32-bit dual-channel 933 MHz LPDDR3                 | GSM, UMTS, GPRS, HSPA+, HSUPA, TD-SCDMA, CDMA2000 1x/EVDO Rev. A, Cat 6 FDD and TD-LTE w/ 20+20 CA        | Q4 2015  |
| Helio X27; MT6797X | ARMv8-A (64-bit)   | 20 nm HPM  | Up to 2.6 GHz Dual-core ARM Cortex-A72, 2 GHz quad-core ARM Cortex-A53, 1.6 GHz quad-core ARM Cortex-A53    | Mali-T880 MP4 @ 875 MHz | 32-bit dual-channel 800 MHz LPDDR3                 | GSM, UMTS, GPRS, HSPA+, HSUPA, TD-SCDMA, CDMA2000 1x/EVDO Rev. A, Cat 6 FDD and TD-LTE w/ 20+20 CA        | Q1 2017  |
| Helio X30; MT6799  | ARMv8-A (64-bit)   | 10 nm FF+  | Fino a 2.8 GHz Quad-core ARM Cortex-A73, 2.2 GHz Quad-core ARM Cortex-A53, 2.0 GHz Dual-core ARM Cortex-A53 | PowerVR 7XT @ 800 MHz   | 32-bit dual-channel 1600 MHz LPDDR4X               | GSM, UMTS, GPRS, HSPA+, HSUPA, TD-SCDMA, CDMA2000 1x/EVDO Rev. A, Cat 12 FDD and TD-LTE w/ 20+20 CA       | Q1 2017  |

### Processori per Modem
| Modello | fab   | Tecnologia wireless                                        | Compatibile con | Rilascio |
| ------- | ----- | ---------------------------------------------------------- | --------------- | -------- |
| MT6290  | 28 nm | LTE R9 (4G), DC-HSPA+, W-CDMA, TD-SCDMA, EDGE and GSM/GPRS | MT6592, MT6582  | Q1 2014  |

### Applicazioni standalone e processori per tablet
| Modello      | Set istruzioni CPU | CPU                                                                        | cache CPU         | GPU                                   | Tecnologia memoria                        | Tecnologia wireless                                                        | Rilascio          |
| ------------ | ------------------ | -------------------------------------------------------------------------- | ----------------- | ------------------------------------- | ----------------------------------------- | -------------------------------------------------------------------------- | ----------------- |
| MT8317       | ARMv7              | 1.0 GHz dual-core ARM Cortex-A9                                            |                   | PowerVR SGX531 Ultra @ 522 MHz        |                                           |                                                                            | 3Q 2013           |
| MT8317T      | ARMv7              | 1.2 GHz dual-core ARM Cortex-A9                                            |                   | PowerVR SGX531 Ultra @ 522 MHz        |                                           |                                                                            | 3Q 2013           |
| MT8312       | ARMv7              | 1.3 GHz dual-core ARM Cortex-A7                                            | 256 KB L2         | Mali-400 @ 500 MHz                    |                                           | Multi-mode Rel. 8 HSPA+/TD-SCDMA, Wi-Fi, Bluetooth, GPS                    | 1H 2014           |
| MT8382       | ARMv7              | 1.3 GHz quad-core ARM Cortex-A7                                            | 256 KB L2         | Mali-400 MP2 @ 500 MHz                |                                           | Multi-mode Rel. 8 HSPA+/TD-SCDMA, Wi-Fi, Bluetooth, GPS                    | 1H 2014           |
| MT8117       | ARMv7              | 1.2 GHz dual-core ARM Cortex-A7                                            |                   | PowerVR SGX544 @ 156 MHz              |                                           |                                                                            | 1H 2014           |
| MT8121       | ARMv7              | 1.3 GHz quad-core ARM Cortex-A7                                            |                   | PowerVR SGX544 @ 156 MHz              |                                           | Wi-Fi, Bluetooth, GPS                                                      | 2H 2013           |
| MT8125       | ARMv7              | 1.2 GHz quad-core ARM Cortex-A7                                            | 1 MB L2           | PowerVR SGX544MP1 @ 256 MHz           | 32-bit LPDDR2/DDR3L                       |                                                                            | 1H 2013           |
| MT8389       | ARMv7              | 1.2 GHz quad-core ARM Cortex-A7                                            | 1 MB L2           | PowerVR SGX544 @ 286 MHz              | 32-bit LPDDR2/DDR3L                       | 3G                                                                         | 1H 2013           |
| MT8389T      | ARMv7              | 1.5 GHz quad-core ARM Cortex-A7                                            | 1 MB L2           | PowerVR SGX544 @ 357 MHz              | 32-bit LPDDR2/DDR3L                       | 3G                                                                         | 1H 2013           |
| MT8127       | ARMv7              | 1.3 GHz quad-core ARM Cortex-A7                                            | 512 KB L2         | Mali-450 MP4 @ 600 MHz                | 32-bit 666 MHz DDR3 (5.3 GB/s)            | Wi-Fi, Bluetooth, FM, GPS                                                  | 2014              |
| MT8135       | ARMv7              | 1.7 GHz dual-core ARM Cortex-A15 and 1.2 GHz dual-core ARM Cortex-A7       |                   | PowerVR G6200 (2 clusters) @ 450 MHz  |                                           |                                                                            | Previsto nel 2013 |
| MT8135V      | ARMv7              | 1.5 GHz dual-core ARM Cortex-A15 and 1.2 GHz dual-core ARM Cortex-A7       |                   | PowerVR G6200 (2 clusters) @ 450 MHz  | 32-bit DDR3L                              |                                                                            | Q3 2014           |
| MT8321       | ARMv7              | 1.3 GHz quad-core ARM Cortex-A7                                            |                   | Mali-400                              |                                           | UMTS / HSPA+ R8 / TD-SCDMA / EDGE, Wi-Fi, Bluetooth, FM, GPS               | 2014              |
| MT8392       | ARMv7              | 2.0 GHz octa-core ARM Cortex-A7                                            | 32 KB L1, 1 MB L2 | Mali-450 MP4 @ 700 MHz                |                                           | 3G                                                                         | 1H 2014           |
| MT8732       | ARMv8              | 1.5 GHz quad-core ARM Cortex-A53                                           | 512 KB L2         | Mali-T760 MP2 @ 500 MHz               | Fino a 800 MHz LPDDR3 (6.4 GB/s)          | LTE Cat 4 (4G), 3G, 2G, Wi-Fi, Bluetooth, FM, GPS/Glonass/BeiDou           | Q4 2014           |
| MT8735       | ARMv8              | 1.3 GHz quad-core ARM Cortex-A53                                           |                   | Mali-T720 MP2                         | LPDDR3                                    | LTE Cat 4 (4G), 3G, 2G, Dual-band Wi-Fi, Bluetooth, FM, GPS/Glonass/BeiDou | Q2 2015           |
| MT8752       | ARMv8              | 1.7 GHz octa-core ARM Cortex-A53                                           |                   | Mali-T760 MP2 @ 700 MHz               |                                           | LTE Cat 4 (4G), 3G, 2G etc.                                                | Q4 2014           |
| MT8163 (V/A) | ARMv8              | 1.5 GHz quad-core ARM Cortex-A53                                           |                   | Mali-T720 MP2 @ 600 MHz               | 800 MHz DDR3/L                            | Dual-band Wi-Fi, Bluetooth, FM, GPS                                        | Q2 2015           |
| MT8163 (V/B) | ARMv8              | 1.3 GHz quad-core ARM Cortex-A53                                           |                   | Mali-T720 MP2 @ 520 MHz               | 800 MHz DDR3/L                            | Dual-band Wi-Fi, Bluetooth, FM, GPS                                        | Q2 2015           |
| MT8173       | ARMv8              | Fino a 2 GHz dual-core ARM Cortex-A72 and dual-core ARM Cortex-A53         |                   | PowerVR GX6250 (2 clusters)           |                                           |                                                                            | Q1 2015           |
| MT8176       | ARMv8              | Fino a 2 GHz dual-core ARM Cortex-A72 and 1.6 GHz quad-core ARM Cortex-A53 |                   | PowerVR GX6250 (2 clusters) @ 600 MHz | dual channel 32-bit LPDDR3 DRAM (933 MHz) | a/b/g/n/ac WiFi, Bluetooth, FM, GPS                                        | Q1 2016           |

### Moduli per la navigazione satellitare
- MT6628 (GPS)
- MT6620 (GPS)
- MT3339 (2011) (GPS, QZSS, SBAS)[56]
- MT3337 (GPS)
- MT3336 (GPS)
- MT3333/MT3332 (2013) è il primo multi-GNSS 5-in-1 che supporta il Sistema di posizionamento BeiDou.[57]
- MT3329 (GPS)
- MT3328 (GPS)
- MT3318 (GPS)

### IEEE 802.11
- RT3883 include un MIPS 74KEc CPU ed un IEEE 802.11n-conforme WNIC.
- RT6856 include un MIPS 34KEc CPU ed un IEEE 802.11ac-conforme WNIC.

### SoC per la televisione digitale
| Modello | CPU                                                | GPU              | Decodifica video                        | Codifica video | Connettività integrata             | Segment                                         | Rilascio |
| ------- | -------------------------------------------------- | ---------------- | --------------------------------------- | -------------- | ---------------------------------- | ----------------------------------------------- | -------- |
| MT5366  |                                                    |                  | MPEG1/2/4, H.264, VC-1, RMVB, AVS       |                | TCON/OD, Ethernet MAC              | 60 Hz cost-efficient TV                         |          |
| MT5389  |                                                    |                  | MPEG1/2/4, H.264, VC-1, RMVB, AVS, VP8  |                | TCON, 3 x HDMI 1.4                 | Basic 60 Hz 3D TV                               |          |
| MT5395  |                                                    |                  | MPEG1/2/4, H.264, VC-1, RMVB, AVS       | 720p H.264     | TCON/OD, Ethernet PHY, HDMI 1.4    | Full-HD 120 Hz, 3D LCD TV with ME/MC            |          |
| MT5396  |                                                    |                  | MPEG1/2/4, H.264, VC-1, RMVB, AVS, VP8  | 720p H.264     | TCON/OD, Ethernet PHY              | Full-HD 120 Hz, 3D LCD TV with ME/MC (Smart TV) |          |
| MT5398  | Dual-core ARM Cortex-A9                            | Yes              | MPEG-1/2/4, H.264, VC-1, RMVB, AVS, VP8 | 720p H.264     | TCON, HDMI 1.4                     | Smart 3D TV                                     |          |
| MT5505  | Dual-core Cortex-A9                                | ARM Mali-4xx MP2 | MPEG-1/2/4, H.264, VC-1, RMVB, AVS, VP8 | 720p H.264     | TCON, HDMI 1.4                     | Smart 3D TV                                     |          |
| MT5580  | Cortex-A9                                          |                  | MPEG-1/2/4, H.264, VC-1, RMVB, AVS, VP8 |                | TCON, Ethernet PHY + MAC, HDMI 1.4 | Connected 3D TV                                 |          |
| MT5595  | Dual-core ARM Cortex-A17 + dual-core ARM Cortex-A7 | ARM Mali-T6xx?   | 4K HEVC/VP9 @ 60 fps                    |                |                                    | Android TV, UltraHD                             | Q1 2015  |